# Birra Castello
Birra Castello s.p.a. è un'azienda italiana produttrice di birra con sede a San Giorgio di Nogaro, dotata di due stabilimenti produttivi, uno nei pressi della sede e l'altro, la Fabbrica in Pedavena nell'omonimo comune in provincia di Belluno.

## Storia

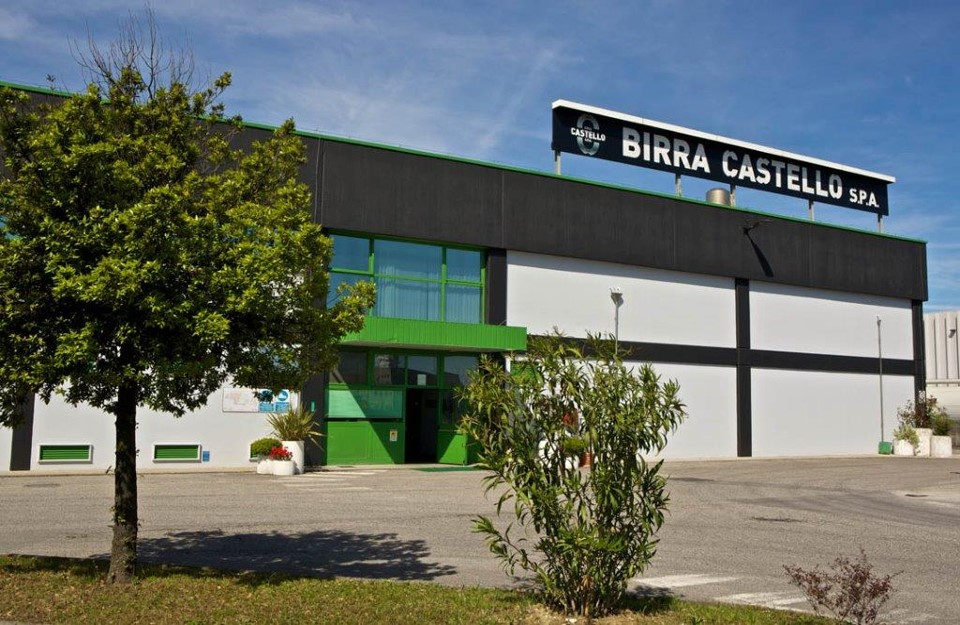
Birrificio Birra Castello s.p.a. San Giorgio di Nogaro (UD)

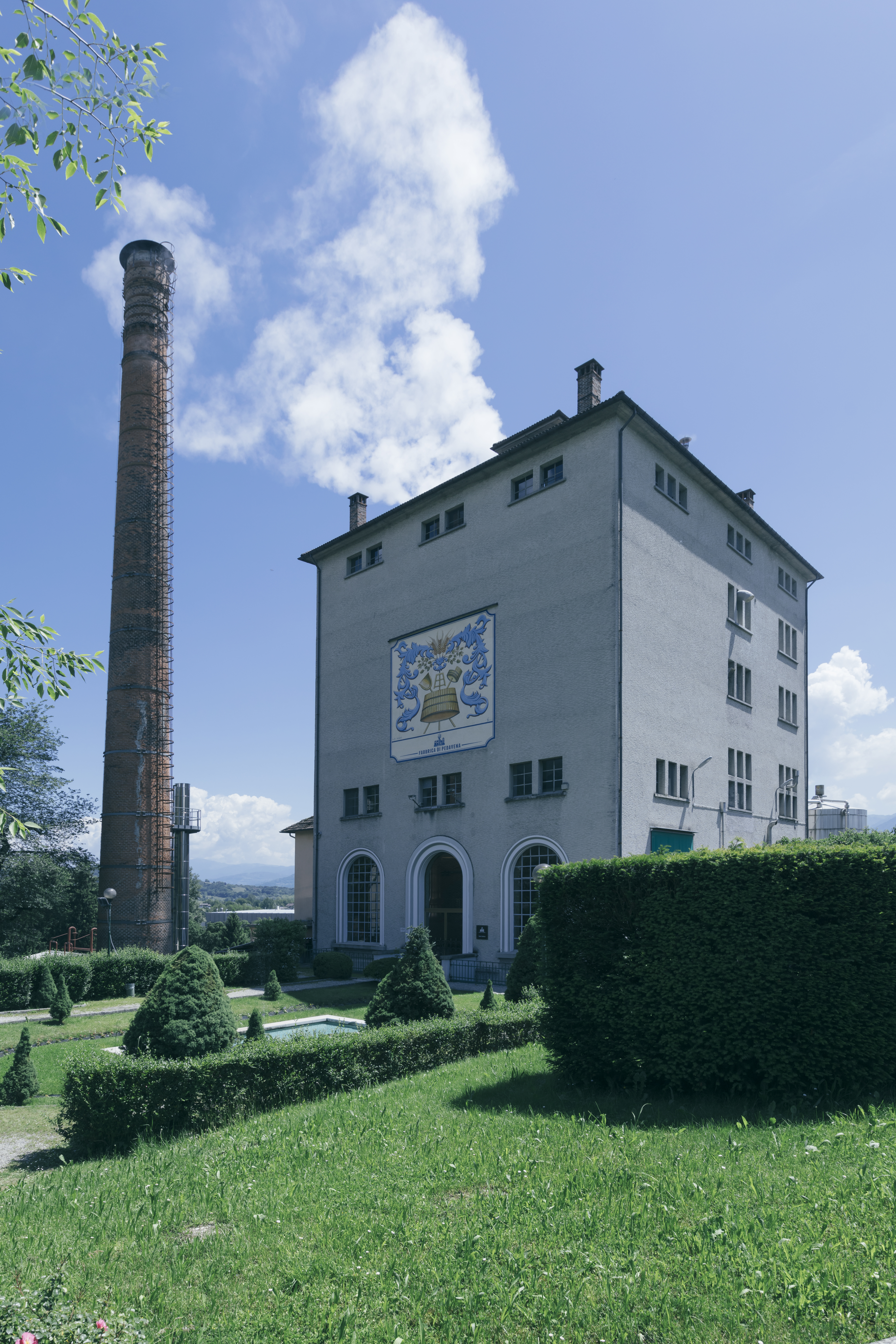
Sala cottura Fabbrica in Pedavena (fondata nel 1897). Pedavena (BL)

Birra Castello S.p.A. nasce nel 1997, quando, in seguito all'accusa mossa l'anno prima dall'antitrust al gruppo Heineken di avere una posizione dominante sul mercato italiano, il gruppo olandese è costretto a cedere lo stabilimento produttivo della Birra Moretti di San Giorgio di Nogaro, che era diventato di proprietà del gruppo l'anno precedente. Lo stabilimento viene, quindi, acquistato da un neocostituito gruppo birrario: il gruppo Birra Castello s.p.a.
Inizialmente, il gruppo dispone di una capacità produttiva di un milione di ettolitri annui. Nel 2003 il gruppo Beverage Service Europe, costituito da una serie di distributori e grossisti del settore e già presente da qualche anno tra i soci, aumenta la sua partecipazione diventando socio di maggioranza della Birra Castello.
Il 22 settembre 2004 Heineken Italia annuncia alle organizzazioni sindacali e alle amministrazioni locali l'intenzione di chiudere lo storico stabilimento della Fabbrica in Pedavena, situato nell'omonimo comune bellunese. La notizia provoca subito una grande mobilitazione dei dipendenti, della popolazione (locale e non) e dei massimi vertici politici, dando vita a numerose iniziative.
Nel settembre del 2005, dopo che la chiusura dello stabilimento era stata posticipata di qualche mese, un pool di imprenditori veneti e friulani tra cui anche i produttori della Birra Castello dichiarano il loro interesse riguardo all'acquisto del birrificio di Pedavena.
Il 10 gennaio 2006, dopo una trattativa durata diversi mesi, con vari incontri al Ministero e la mobilitazione dei lavoratori e della comunità locale, viene ufficializzata la cessione da parte dell'Heineken a Birra Castello s.p.a. che subentra alla multinazionale olandese nell'aprile del 2006.
Nel 2018 l'azienda Birra Castello s.p.a. è il primo produttore di birra a capitale italiano con più di 1,2 milioni di ettolitri venduti ed un fatturato di oltre 100 milioni di euro.

## I marchi
Birra Castello s.p.a. produce e distribuisce i seguenti marchi:
- Birra Castello
- Birra Dolomiti
- Pedavena
- Superior
- Alpen

Birra Castello S.p.a. produce anche birre per alcune catene di supermercati, tra le quali la Best Bräu, prodotta per Eurospin, la Perlenbacher e la Finkbrau, prodotte per Lidl, la Wangel Bräu e Hofferbräu, prodotta per MD, le birre Dana e 11 Paralleli prodotte per Conad e alcune birre a marchio Coop.
È inoltre licenziataria per la produzione della Birra San Miguel per il mercato italiano.